# Śliwica
Śliwica (deutsch Nahmgeist) ist ein Ort in der polnischen Woiwodschaft Ermland-Masuren. Er gehört zur Gmina Rychliki (Landgemeinde Reichenbach) im Powiat Elbląski (Kreis Elbing).

## Geographische Lage
Śliwica liegt im nördlichen Westen der Woiwodschaft Ermland-Masuren, neun Kilometer südwestlich der früheren Kreisstadt Preußisch Holland (polnisch Pasłęk) bzw. 21 Kilometer südöstlich der heutigen Kreismetropole Elbląg (deutsch Elbing).

## Geschichte
Das kleine Dorf Nahmgeist bestand bereits in der Ordenszeit. 1448 wurde sein Name im Zinsbuch der Komturei Elbing erwähnt. 1785 galt der Ort als adliges Gut und Dorf mit elf Feuerstellen, 1920 als adliges Vorwerk mit 16 Feuerstellen bei 102 Einwohnern. Im Jahre 1852 kaufte der Kreisdeputierte Rudolph Wichmann das Gut Nahmgeist.
Im Jahre 1874 wurde der Gutsbezirk Nahmgeist in den neu errichteten Amtsbezirk Kanthen (polnisch Kąty) aufgenommen. Er gehörte zum ostpreußischen Kreis Preußisch Holland im Regierungsbezirk Königsberg. Mit seinem  Rittergutsbesitzer Rudolph Wichmann stellte Nahmgeist von 1874 bis 1892 den Amtsvorsteher.
176 Einwohner zählte Nahmgeist im Jahre 1910.
Am 30. September 1928 gab Nahmgeist seine Eigenständigkeit auf und schloss sich mit dem zum Amtsbezirk Klein Marwitz gehörenden Nachbargutsbezirk Wiese (polnisch Barzyna), allerdings ohne dessen Exklaven, zur neuen Landgemeinde Wiese zusammen. Am 30. Januar 1930 wurde Nahmgeist als Ortsteil von Wiese folgerichtig in den Amtsbezirk Klein Marwitz umgegliedert, der zwei Monate später – am 2. März 1930 − in „Amtsbezirk Wiese“ umbenannt wurde.
Im Jahre 1945 wurde in Kriegsfolge das gesamte südliche Ostpreußen an Polen abgetreten. In diesem Zusammenhang erhielt Nahmgeist die polnische Namensform „Śliwice“, die später in „Śliwica“ umgeändert wurde. Das Dorf ist jetzt eine Ortschaft innerhalb der Gmina Rychliki (Landgemeinde Reichenbach) im Powiat Elbląski (Kreis Elbing), von 1975 bis 1998 der Woiwodschaft Elbląg, seither der Woiwodschaft Ermland-Masuren zugehörig. Im Jahre 2021 zählte Śliwica 130 Einwohner.

## Religion
Bis 1945 war Nahmgeist in die evangelische Kirche Hirschfeld (polnisch Jelonki) in der Kirchenprovinz Ostpreußen der Kirche der Altpreußischen Union eingegliedert, außerdem in die römisch-katholische Pfarrei St. Josef in der Stadt Preußisch Holland (Pasłęk).
Heute gehört Śliwica evangelischerseits zur St.-Georgs-Kirche Pasłęk in der Diözese Masuren der Evangelisch-Augsburgischen Kirche in Polen, katholischerseits zur Pfarrei in Jelonki (Hirschfeld) im Bistum Elbląg.

## Verkehr
Śliwica liegt an der Woiwodschaftsstraße 526, die die Stadt Pasłęk (Preußisch Holland) mit Przezmark (Preußisch Mark) verbindet. Nebenstraßen von Rychliki (reichenbach) und von Jelonki (Hirschfeld) kommend enden in Śliwica.
Die nächste Bahnstation ist Nowa Wieś Cierpkie (Neuendorf-Friedheim) und liegt an der PKP-Bahnlinie 220: Olsztyn–Bogaczewo (Allenstein–Güldenboden) zur Weiterfahrt nach Elbląg.

## Persönlichkeit
- Rudolph Wichmann (1826–1900), deutscher Rittergutsbesitzer, Amtsvorsteher, Kreisdeputierter und von 1877 bis 1893 Mitglied der Deutschen Reichstags, verstarb auf seinem Gut in Nahmgeist.